# Puebla de Lillo
Pour les articles homonymes, voir Lillo.
Puebla de Lillo est une commune d'Espagne dans la province de León, communauté autonome de Castille-et-León. Elle s'étend sur 171,4 km2 et comptait environ 715 habitants en 2015.